# Coriosoliti

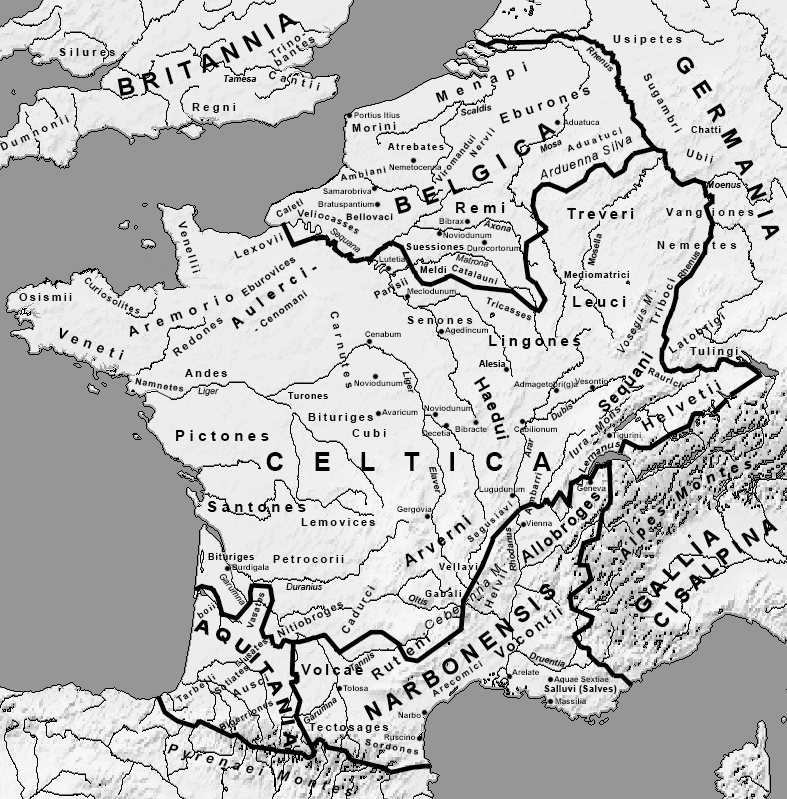
La Gallia al tempo della conquista di Gaio Giulio Cesare.

I Coriosoliti furono un popolo celtico della Gallia che erano stanziati lungo la costa a ovest della penisola di Cotentin, nel dipartimento di Côtes-du-Nord. 
Furono tra i popoli sottomessi nel 57 a.C. dal legato di Gaio Giulio Cesare Publio Licinio Crasso al comando della Settima legione e poi ribellatisi l'anno successivo all'occupazione romana.